# موزوروو
موزوروو (به لاتین: Modzurów) یک روستا در لهستان است که در گمینا رودنگک (استان سیلسیان) واقع شده‌است. موزوروو ۴۰۱ نفر جمعیت دارد.